# Tracks (musikalbum)
Tracks är ett musikalbum av Bruce Springsteen utgivet av skivbolaget Columbia Records den 10 november 1998. Tracks består av fyra CD-skivor och låtar skrivna under mer än 25 år. De flesta låtarna är aldrig tidigare utgivna, men några har tidigare förekommit som bland annat singelbaksidor.
Samlingen nådde 27:e plats på Billboard 200. En nerkortad version med endast en skiva gavs ut året efter med titeln 18 Tracks.

## Låtlista
Skiva ett
1. "Mary Queen of Arkansas" - 4:28
2. "It's Hard to Be a Saint in the City" - 2:55
3. "Growin' Up" - 2:40
4. "Does This Bus Stop at 82nd Street?" - 2:03
5. "Bishop Danced" - 4:21
6. "Santa Ana" - 4:37
7. "Seaside Bar Song" - 3:34
8. "Zero and Blind Terry" - 5:57
9. "Linda Let Me Be the One" - 4:27
10. "Thundercrack" - 8:28
11. "Rendezvous" - 2:51
12. "Give the Girl a Kiss" - 3:55
13. "Iceman" - 3:18
14. "Bring on the Night" - 2:40
15. "So Young and So in Love" - 3:49
16. "Hearts of Stone" - 4:31
17. "Don't Look Back" - 3:00

Skiva två
1. "Restless Nights" - 3:47
2. "A Good Man Is Hard to Find" - 3:17
3. "Roulette" - 3:54
4. "Doll House" - 3:34
5. "Where the Bands Are" - 3:45
6. "Loose Ends" - 4:03
7. "Living on the Edge of the World" - 4:19
8. "Wages of Sin" - 4:54
9. "Take 'Em as They Come" - 4:30
10. "Be True" - 3:41
11. "Ricky Wants a Man of Her Own" - 2:47
12. "I Wanna Be with You" - 3:23
13. "Mary Lou" - 3:23
14. "Stolen Car" - 4:31
15. "Born in the U.S.A" - 3:11
16. "Johnny Bye Bye" - 1:52
17. "Shut Out the Light" - 3:51

Skiva tre
1. "Cynthia" - 4:15
2. "My Love Will Not Let You Down" - 4:26
3. "This Hard Land" - 4:50
4. "Frankie" - 7:24
5. "TV Movie" - 2:46
6. "Stand on It" - 3:07
7. "Lion's Den" - 2:19
8. "Car Wash" - 2:08
9. "Rockaway the Days" - 4:43
10. "Brothers Under the Bridges" - 5:08
11. "Man at the Top" - 3:24
12. "Pink Cadillac" - 3:36
13. "Two for the Road" - 2:00
14. "Janey, Don't You Lose Heart" - 3:27
15. "When You Need Me" - 2:57
16. "The Wish" - 5:18
17. "The Honeymooners" - 3:31
18. "Lucky Man" - 3:30

Skiva fyra
1. "Leavin' Train" - 4:07
2. "Seven Angels" - 3:28
3. "Gave It a Name" - 2:51
4. "Sad Eyes" - 3:50
5. "My Lover Man" - 3:59
6. "Over the Rise" - 2:40
7. "When the Lights Go Out" - 3:07
8. "Loose Change" - 4:22
9. "Trouble in Paradise" - 4:43
10. "Happy" - 4:54
11. "Part Man, Part Monkey" - 4:31
12. "Goin' Cali" - 3:03
13. "Back in Your Arms" - 4:42